# Måneskin/Diskografie
Diese Diskografie ist eine Übersicht über die musikalischen Werke der italienischen Rockband Måneskin. Den Quellenangaben und Schallplattenauszeichnungen zufolge hat sie bisher mehr als 40 Millionen Tonträger verkauft. Ihre erfolgreichste Veröffentlichung ist die Single Beggin’ mit über 8,2 Millionen verkauften Einheiten.

## Alben

### Studioalben
| Jahr | Titel Musiklabel                         | Höchstplatzierung, Gesamtwochen, AuszeichnungChartplatzierungen (Jahr, Titel, Musiklabel, Platzierungen, Wochen, Auszeichnungen, Anmerkungen) | Höchstplatzierung, Gesamtwochen, AuszeichnungChartplatzierungen (Jahr, Titel, Musiklabel, Platzierungen, Wochen, Auszeichnungen, Anmerkungen) | Höchstplatzierung, Gesamtwochen, AuszeichnungChartplatzierungen (Jahr, Titel, Musiklabel, Platzierungen, Wochen, Auszeichnungen, Anmerkungen) | Höchstplatzierung, Gesamtwochen, AuszeichnungChartplatzierungen (Jahr, Titel, Musiklabel, Platzierungen, Wochen, Auszeichnungen, Anmerkungen) | Höchstplatzierung, Gesamtwochen, AuszeichnungChartplatzierungen (Jahr, Titel, Musiklabel, Platzierungen, Wochen, Auszeichnungen, Anmerkungen) | Höchstplatzierung, Gesamtwochen, AuszeichnungChartplatzierungen (Jahr, Titel, Musiklabel, Platzierungen, Wochen, Auszeichnungen, Anmerkungen) | Anmerkungen                                                |
| Jahr | Titel Musiklabel                         | DE | AT | CH | UK | US | IT | Anmerkungen                                                |
| ---- | ---------------------------------------- | --- | --- | --- | --- | --- | --- | ---------------------------------------------------------- |
| 2018 | Il ballo della vita RCA Records (Sony)   | DE37 (13 Wo.)DE | AT14 (21 Wo.)AT | CH15 (28 Wo.)CH | — | — | IT1 ×5Fünffachplatin · (188 Wo.)IT | Erstveröffentlichung: 26. Oktober 2018 Verkäufe: + 270.000 |
| 2021 | Teatro d’ira – Vol. I RCA Records (Sony) | DE11 (20 Wo.)DE | AT5 (37 Wo.)AT | CH5 (40 Wo.)CH | UK49 (8 Wo.)UK | — | IT1 ×5Fünffachplatin · (125 Wo.)IT | Erstveröffentlichung: 19. März 2021 Verkäufe: + 517.500    |
| 2023 | Rush! Epic Records (Sony)                | DE3 (25 Wo.)DE | AT1 (56 Wo.)AT | CH1 (64 Wo.)CH | UK5 Silber · (3 Wo.)UK | US18 (2 Wo.)US | IT1 ×2Doppelplatin · (71 Wo.)IT | Erstveröffentlichung: 20. Januar 2023 Verkäufe: + 484.000  |

### EPs
| Jahr | Titel Musiklabel          | Höchstplatzierung, Gesamtwochen, AuszeichnungChartplatzierungen (Jahr, Titel, Musiklabel, Platzierungen, Wochen, Auszeichnungen, Anmerkungen) | Höchstplatzierung, Gesamtwochen, AuszeichnungChartplatzierungen (Jahr, Titel, Musiklabel, Platzierungen, Wochen, Auszeichnungen, Anmerkungen) | Höchstplatzierung, Gesamtwochen, AuszeichnungChartplatzierungen (Jahr, Titel, Musiklabel, Platzierungen, Wochen, Auszeichnungen, Anmerkungen) | Höchstplatzierung, Gesamtwochen, AuszeichnungChartplatzierungen (Jahr, Titel, Musiklabel, Platzierungen, Wochen, Auszeichnungen, Anmerkungen) | Höchstplatzierung, Gesamtwochen, AuszeichnungChartplatzierungen (Jahr, Titel, Musiklabel, Platzierungen, Wochen, Auszeichnungen, Anmerkungen) | Höchstplatzierung, Gesamtwochen, AuszeichnungChartplatzierungen (Jahr, Titel, Musiklabel, Platzierungen, Wochen, Auszeichnungen, Anmerkungen) | Anmerkungen                                                 |
| Jahr | Titel Musiklabel          | DE | AT | CH | UK | US | IT | Anmerkungen                                                 |
| ---- | ------------------------- | --- | --- | --- | --- | --- | --- | ----------------------------------------------------------- |
| 2017 | Chosen RCA Records (Sony) | DE93 (1 Wo.)DE | AT20 (14 Wo.)AT | CH49 (15 Wo.)CH | — | US103 (6 Wo.)US | IT3 ×3Dreifachplatin · (132 Wo.)IT | Erstveröffentlichung: 15. Dezember 2017 Verkäufe: + 277.500 |

## Singles

### Als Leadmusiker
| Jahr | Titel Album                                  | Höchstplatzierung, Gesamtwochen, AuszeichnungChartplatzierungen (Jahr, Titel, Album, Platzierungen, Wochen, Auszeichnungen, Anmerkungen) | Höchstplatzierung, Gesamtwochen, AuszeichnungChartplatzierungen (Jahr, Titel, Album, Platzierungen, Wochen, Auszeichnungen, Anmerkungen) | Höchstplatzierung, Gesamtwochen, AuszeichnungChartplatzierungen (Jahr, Titel, Album, Platzierungen, Wochen, Auszeichnungen, Anmerkungen) | Höchstplatzierung, Gesamtwochen, AuszeichnungChartplatzierungen (Jahr, Titel, Album, Platzierungen, Wochen, Auszeichnungen, Anmerkungen) | Höchstplatzierung, Gesamtwochen, AuszeichnungChartplatzierungen (Jahr, Titel, Album, Platzierungen, Wochen, Auszeichnungen, Anmerkungen) | Höchstplatzierung, Gesamtwochen, AuszeichnungChartplatzierungen (Jahr, Titel, Album, Platzierungen, Wochen, Auszeichnungen, Anmerkungen) | Anmerkungen                                                                                     |
| Jahr | Titel Album                                  | DE | AT | CH | UK | US | IT | Anmerkungen                                                                                     |
| --- | -------------------------------------------- | --- | --- | --- | --- | --- | --- | ----------------------------------------------------------------------------------------------- |
| 2017 | Chosen                                       | — | — | — | — | — | IT2 ×2Doppelplatin · (21 Wo.)IT | Erstveröffentlichung: 24. November 2017 Verkäufe: + 100.000                                     |
| 2018 | Morirò da re Il ballo della vita             | — | — | — | — | — | IT2 ×3Dreifachplatin · (48 Wo.)IT | Erstveröffentlichung: 23. März 2018 Verkäufe: + 170.000                                         |
| 2018 | Torna a casa Il ballo della vita             | — | — | — | — | — | IT1 ×5Fünffachplatin · (42 Wo.)IT | Erstveröffentlichung: 28. September 2018 Verkäufe: + 295.000                                    |
| 2019 | Fear for Nobody Il ballo della vita          | — | — | — | — | — | IT26 Gold · (2 Wo.)IT | Erstveröffentlichung: 18. Januar 2019 Verkäufe: + 35.000                                        |
| 2020 | Vent’anni Teatro d’ira – Vol. I              | — | — | — | — | — | IT12 ×2Doppelplatin · (30 Wo.)IT | Erstveröffentlichung: 30. Oktober 2020 Verkäufe: + 140.000                                      |
| 2021 | Beggin’ Chosen                               | DE1 a ×3Dreifachgold · (45 Wo.)DE | AT1 a ×3Dreifachplatin · (49 Wo.)AT | CH1 a Gold · (49 Wo.)CH | UK6 a Platin · (21 Wo.)UK | US13 a ×4Vierfachplatin · (25 Wo.)US | IT15 a ×4Vierfachplatin · (42 Wo.)IT | Erstveröffentlichung: 28. Februar 2021 (Live) Verkäufe: + 8.353.333; Original: The Four Seasons |
| 2021 | Zitti e buoni Teatro d’ira – Vol. I          | DE9 Gold · (11 Wo.)DE | AT2 Platin · (13 Wo.)AT | CH2 Platin · (16 Wo.)CH | UK17 Silber · (9 Wo.)UK | — | IT2 ×5Fünffachplatin · (56 Wo.)IT | Erstveröffentlichung: 3. März 2021 Verkäufe: + 1.710.000; ESC- und Sanremo-Siegertitel          |
| 2021 | I Wanna Be Your Slave Teatro d’ira – Vol. I  | DE3 b Platin · (31 Wo.)DE | AT2 b ×3Dreifachplatin · (27 Wo.)AT | CH6 b (24 Wo.)CH | UK5 b Platin · (23 Wo.)UK | US— PlatinUS | IT7 b ×4Vierfachplatin · (41 Wo.)IT | Erstveröffentlichung: 6. August 2021 (mit Iggy Pop) Verkäufe: + 4.205.833                       |
| 2021 | Mammamia Rush!                               | DE60 (1 Wo.)DE | AT35 (1 Wo.)AT | CH33 (2 Wo.)CH | UK53 (2 Wo.)UK | — | IT6 Platin · (17 Wo.)IT | Erstveröffentlichung: 8. Oktober 2021 Verkäufe: + 215.000                                       |
| 2022 | Supermodel Rush!                             | DE49 (12 Wo.)DE | AT24 Platin · (19 Wo.)AT | CH18 Gold · (16 Wo.)CH | UK43 Silber · (6 Wo.)UK | US— GoldUS | IT11 ×2Doppelplatin · (29 Wo.)IT | Erstveröffentlichung: 13. Mai 2022 Verkäufe: + 1.354.000                                        |
| 2022 | If I Can Dream Elvis (O.S.T.)                | — | — | — | — | — | — | Erstveröffentlichung: 16. Juni 2022 Original: Elvis Presley                                     |
| 2022 | The Loneliest Rush!                          | DE82 (1 Wo.)DE | AT24 Gold · (3 Wo.)AT | CH13 Gold · (28 Wo.)CH | — | — | IT1 ×3Dreifachplatin · (32 Wo.)IT | Erstveröffentlichung: 7. Oktober 2022 Verkäufe: + 866.333                                       |
| 2023 | Honey! (Are U Coming?) Rush! (Are U Coming?) | DE80 (1 Wo.)DE | AT47 (1 Wo.)AT | CH43 (2 Wo.)CH | UK75 (1 Wo.)UK | — | IT32 Gold · (5 Wo.)IT | Erstveröffentlichung: 1. September 2023 Verkäufe: + 200.000                                     |
| Folgende Lieder erschienen nicht als Single, wurden aber durch das Album zum Download und Streaming bereitgestellt und konnten somit eine Platzierung erlangen: |                                              | | | | | | |                                                                                                 |
| |                                              | | | | | | |                                                                                                 |
| 2017 | Somebody Told Me Chosen                      | — | — | — | — | — | IT58 Gold · (1 Wo.)IT | Charteinstieg: 15. Dezember 2017 Verkäufe: + 25.000; Original: The Killers                      |
| 2017 | Vengo dalla luna Chosen                      | — | — | — | — | — | IT65 Platin · (1 Wo.)IT | Charteinstieg: 15. Dezember 2017 Verkäufe: + 100.000; Original: Caparezza                       |
| 2017 | Let’s Get It Started Chosen                  | — | — | — | — | — | IT84 Gold · (1 Wo.)IT | Charteinstieg: 15. Dezember 2017 Verkäufe: + 35.000; Original: The Black Eyed Peas              |
| 2017 | Recovery Chosen                              | — | — | — | — | — | IT89 Gold · (1 Wo.)IT | Charteinstieg: 15. Dezember 2017 Verkäufe: + 25.000                                             |
| 2018 | Le parole lontane Il ballo della vita        | — | — | — | — | — | IT5 Platin · (5 Wo.)IT | Charteinstieg: 26. Oktober 2018; Airplay: 13. September 2019 Verkäufe: + 70.000                 |
| 2018 | L’altra dimensione Il ballo della vita       | — | — | — | — | — | IT6 Platin · (7 Wo.)IT | Charteinstieg: 26. Oktober 2018; Airplay: 10. April 2019 Verkäufe: + 50.000                     |
| 2018 | Immortale Il ballo della vita                | — | — | — | — | — | IT18 (3 Wo.)IT | Charteinstieg: 26. Oktober 2018 feat. Vegas Jones                                               |
| 2018 | New Song Il ballo della vita                 | — | — | — | — | — | IT23 (2 Wo.)IT | Charteinstieg: 26. Oktober 2018                                                                 |
| 2018 | Sh+t Blvd Il ballo della vita                | — | — | — | — | — | IT24 (3 Wo.)IT | Charteinstieg: 26. Oktober 2018                                                                 |
| 2018 | Lasciami stare Il ballo della vita           | — | — | — | — | — | IT36 (2 Wo.)IT | Charteinstieg: 26. Oktober 2018                                                                 |
| 2018 | Are You Ready? Il ballo della vita           | — | — | — | — | — | IT41 Gold · (2 Wo.)IT | Charteinstieg: 26. Oktober 2018 Verkäufe: + 35.000                                              |
| 2018 | Niente da dire Il ballo della vita           | — | — | — | — | — | IT50 (1 Wo.)IT | Charteinstieg: 26. Oktober 2018                                                                 |
| 2018 | Close to the Top Il ballo della vita         | — | — | — | — | — | IT60 (1 Wo.)IT | Charteinstieg: 26. Oktober 2018                                                                 |
| 2021 | Coraline Teatro d’ira – Vol. I               | DE— cDE | AT65 (1 Wo.)AT | CH91 (1 Wo.)CH | — | — | IT13 ×2Doppelplatin · (29 Wo.)IT | Charteinstieg: 19. März 2021 Verkäufe: + 320.000                                                |
| 2021 | Lividi sui gomiti Teatro d’ira – Vol. I      | — | — | — | — | — | IT68 (1 Wo.)IT | Charteinstieg: 19. März 2021                                                                    |
| 2021 | In nome del padre Teatro d’ira – Vol. I      | — | — | — | — | — | IT72 (1 Wo.)IT | Charteinstieg: 19. März 2021                                                                    |
| 2021 | La paura del buio Teatro d’ira – Vol. I      | — | — | — | — | — | IT83 Gold · (1 Wo.)IT | Charteinstieg: 19. März 2021 Verkäufe: + 50.000                                                 |
| 2021 | For Your Love Teatro d’ira – Vol. I          | — | — | — | — | — | IT92 (1 Wo.)IT | Charteinstieg: 19. März 2021                                                                    |
| 2023 | Baby Said Rush!                              | — | — | — | — | — | IT99 Gold · (1 Wo.)IT | Charteinstieg: 20. Januar 2023 Verkäufe: + 300.000                                              |
| 2023 | Valentine Rush! (Are U Coming?)              | — | — | — | — | — | IT65 (1 Wo.)IT | Charteinstieg: 17. November 2023 Verkäufe: + 100.000                                            |

### Als Gastmusiker
| Jahr | Titel Album                            | Höchstplatzierung, Gesamtwochen, AuszeichnungChartplatzierungen (Jahr, Titel, Album, Platzierungen, Wochen, Auszeichnungen, Anmerkungen) | Höchstplatzierung, Gesamtwochen, AuszeichnungChartplatzierungen (Jahr, Titel, Album, Platzierungen, Wochen, Auszeichnungen, Anmerkungen) | Höchstplatzierung, Gesamtwochen, AuszeichnungChartplatzierungen (Jahr, Titel, Album, Platzierungen, Wochen, Auszeichnungen, Anmerkungen) | Höchstplatzierung, Gesamtwochen, AuszeichnungChartplatzierungen (Jahr, Titel, Album, Platzierungen, Wochen, Auszeichnungen, Anmerkungen) | Höchstplatzierung, Gesamtwochen, AuszeichnungChartplatzierungen (Jahr, Titel, Album, Platzierungen, Wochen, Auszeichnungen, Anmerkungen) | Höchstplatzierung, Gesamtwochen, AuszeichnungChartplatzierungen (Jahr, Titel, Album, Platzierungen, Wochen, Auszeichnungen, Anmerkungen) | Anmerkungen                                                            |
| Jahr | Titel Album                            | DE | AT | CH | UK | US | IT | Anmerkungen                                                            |
| ---- | -------------------------------------- | --- | --- | --- | --- | --- | --- | ---------------------------------------------------------------------- |
| 2020 | Stato di natura Feat – Stato di natura | — | — | — | — | — | IT99 (1 Wo.)IT | Erstveröffentlichung: 13. März 2020 Francesca Michielin feat. Måneskin |

## Musikvideos
| Jahr | Titel                  | Regie                                     |
| ---- | ---------------------- | ----------------------------------------- |
| 2017 | Recovery               | Chiara Iannotta                           |
| 2017 | Chosen                 | Yuri Santurri, Daniele Tofani, Trilathera |
| 2018 | Morirò da re           | Niccolò Celaia, Antonio Usbergo           |
| 2018 | Torna a casa           | Giacomo Triglia                           |
| 2019 | Fear for Nobody        | Riccardo Paoletti, Corrado Serri          |
| 2019 | L’altra dimensione     | Niccolò Celaia, Antonio Usbergo, Younuts  |
| 2019 | Le parole lontane      | Giacomo Triglia                           |
| 2020 | Vent’anni              | Giulio Rosati                             |
| 2021 | Zitti e buoni          | Simone Peluso                             |
| 2021 | I Wanna Be Your Slave  | Simone Bozzelli                           |
| 2021 | Mammamia               | Rei Nadal                                 |
| 2022 | Supermodel             | Bedroom, Soren Harrison, Amir Hossain     |
| 2022 | If I Can Dream         |                                           |
| 2022 | The Loneliest          | Tommaso Ottomano                          |
| 2023 | Honey! (Are U Coming?) | Michele Formica, Alessio Hong             |

## Promoveröffentlichungen
Promo-Singles

| Jahr | Titel Album   | Höchstplatzierung, Gesamtwochen, AuszeichnungChartplatzierungen (Jahr, Titel, Album, Platzierungen, Wochen, Auszeichnungen, Anmerkungen) | Höchstplatzierung, Gesamtwochen, AuszeichnungChartplatzierungen (Jahr, Titel, Album, Platzierungen, Wochen, Auszeichnungen, Anmerkungen) | Höchstplatzierung, Gesamtwochen, AuszeichnungChartplatzierungen (Jahr, Titel, Album, Platzierungen, Wochen, Auszeichnungen, Anmerkungen) | Höchstplatzierung, Gesamtwochen, AuszeichnungChartplatzierungen (Jahr, Titel, Album, Platzierungen, Wochen, Auszeichnungen, Anmerkungen) | Höchstplatzierung, Gesamtwochen, AuszeichnungChartplatzierungen (Jahr, Titel, Album, Platzierungen, Wochen, Auszeichnungen, Anmerkungen) | Höchstplatzierung, Gesamtwochen, AuszeichnungChartplatzierungen (Jahr, Titel, Album, Platzierungen, Wochen, Auszeichnungen, Anmerkungen) | Anmerkungen                                                                  |
| Jahr | Titel Album   | DE | AT | CH | UK | US | IT | Anmerkungen                                                                  |
| ---- | ------------- | --- | --- | --- | --- | --- | --- | ---------------------------------------------------------------------------- |
| 2022 | La fine Rush! | — | — | — | — | — | — | Erstveröffentlichung: 16. Dezember 2022                                      |
| 2023 | Gossip Rush!  | — | AT62 Gold · (1 Wo.)AT | CH61 (3 Wo.)CH | — | US— GoldUS | IT24 Platin · (14 Wo.)IT | Erstveröffentlichung: 13. Januar 2023 Verkäufe: + 869.000; feat. Tom Morello |

## Sonderveröffentlichungen
| Jahr | Titel Album                            | Anmerkungen                                                            |
| ---- | -------------------------------------- | ---------------------------------------------------------------------- |
| 2020 | Stato di natura Feat – Stato di natura | Erstveröffentlichung: 13. März 2020 Francesca Michielin feat. Måneskin |

| Jahr | Titel Soundtrack     | Anmerkungen                                                 |
| ---- | -------------------- | ----------------------------------------------------------- |
| 2022 | If I Can Dream Elvis | Erstveröffentlichung: 29. Juni 2022 Original: Elvis Presley |

## Statistik

### Chartauswertung
|                     | DE    | AT    | CH    | UK    | US    | IT    |
| ------------------- | ----- | ----- | ----- | ----- | ----- | ----- |
| Nummer-eins-Alben   | DE—DE | AT1AT | CH1CH | UK—UK | US—US | IT3IT |
| Top-10-Alben        | DE1DE | AT2AT | CH2CH | UK1UK | US—US | IT4IT |
| Alben in den Charts | DE4DE | AT4AT | CH4CH | UK2UK | US2US | IT4IT |

|                       | DE    | AT    | CH    | UK    | US    | IT     |
| --------------------- | ----- | ----- | ----- | ----- | ----- | ------ |
| Nummer-eins-Singles   | DE1DE | AT1AT | CH1CH | UK—UK | US—US | IT2IT  |
| Top-10-Singles        | DE3DE | AT3AT | CH3CH | UK2UK | US—US | IT9IT  |
| Singles in den Charts | DE7DE | AT9AT | CH8CH | UK6UK | US1US | IT34IT |

### Auszeichnungen für Musikverkäufe
| Land/RegionAuszeichnungen für Musikverkäufe (Land/Region, Auszeichnungen, Verkäufe, Quellen) | Silber     | Gold       | Platin         | Diamant     | Verkäufe  | Quellen              |
| -------------------------------------------------------------------------------------------- | ---------- | ---------- | -------------- | ----------- | --------- | -------------------- |
| Australien (ARIA)                                                                            | —          | —          | 5× Platin5     | —           | 350.000   | aria.com.au          |
| Belgien (BRMA)                                                                               | —          | —          | 5× Platin5     | —           | 180.000   | ultratop.be          |
| Brasilien (PMB)                                                                              | —          | 5× Gold5   | 6× Platin6     | 3× Diamant3 | 800.000   | pro-musicabr.org.br  |
| Dänemark (IFPI)                                                                              | —          | 2× Gold2   | 3× Platin3     | —           | 255.000   | ifpi.dk              |
| Deutschland (BVMI)                                                                           | —          | 2× Gold2   | 2× Platin2     | —           | 1.200.000 | musikindustrie.de    |
| Finnland (IFPI)                                                                              | —          | Gold1      | 2× Platin2     | —           | 100.000   | Einzelnachweise      |
| Frankreich (SNEP)                                                                            | —          | 6× Gold6   | 3× Platin3     | 3× Diamant3 | 1.949.999 | snepmusique.com      |
| Griechenland (IFPI)                                                                          | —          | Gold1      | 6× Platin6     | —           | 130.000   | Einzelnachweise      |
| Irland (IRMA)                                                                                | —          | Gold1      | Platin1        | —           | 22.500    | Einzelnachweise      |
| Italien (FIMI)                                                                               | —          | 8× Gold8   | 53× Platin53   | —           | 4.055.000 | fimi.it              |
| Kanada (MC)                                                                                  | —          | 2× Gold2   | 8× Platin8     | —           | 720.000   | musiccanada.com      |
| Malaysia (RIM)                                                                               | —          | Gold1      | —              | —           | 100.000   | Einzelnachweise      |
| Mexiko (AMPROFON)                                                                            | —          | 2× Gold2   | Platin1        | Diamant1    | 580.000   | amprofon.com.mx      |
| Neuseeland (RMNZ)                                                                            | —          | 2× Gold2   | Platin1        | —           | 45.000    | radioscope.co.nz NZ2 |
| Niederlande (NVPI)                                                                           | —          | 2× Gold2   | —              | —           | 60.000    | nvpi.nl              |
| Norwegen (IFPI)                                                                              | —          | —          | 4× Platin4     | —           | 200.000   | ifpi.no              |
| Österreich (IFPI)                                                                            | —          | 2× Gold2   | 8× Platin8     | —           | 270.000   | ifpi.at              |
| Polen (ZPAV)                                                                                 | —          | 2× Gold2   | 25× Platin25   | —           | 1.060.000 | olis.pl              |
| Portugal (AFP)                                                                               | —          | Gold1      | 4× Platin4     | —           | 45.000    | Einzelnachweise      |
| Russland (NFPF)                                                                              | —          | —          | 18× Platin18   | —           | 180.000   | Einzelnachweise      |
| Schweden (IFPI)                                                                              | —          | Gold1      | 7× Platin7     | —           | 540.000   | sverigetopplistan.se |
| Schweiz (IFPI)                                                                               | —          | 3× Gold3   | Platin1        | —           | 50.000    | hitparade.ch         |
| Spanien (Promusicae)                                                                         | —          | 6× Gold6   | 5× Platin5     | —           | 450.000   | elportaldemusica.es  |
| Türkei (Mü-YAP)                                                                              | —          | 2× Gold2   | —              | —           | 50.000    | Einzelnachweise      |
| Ungarn (MAHASZ)                                                                              | —          | —          | 5× Platin5     | —           | 20.000    | slagerlistak.hu      |
| Vereinigte Staaten (RIAA)                                                                    | —          | 2× Gold2   | 5× Platin5     | —           | 6.000.000 | riaa.com             |
| Vereinigtes Königreich (BPI)                                                                 | 3× Silber3 | —          | 2× Platin2     | —           | 1.660.000 | bpi.co.uk            |
| Insgesamt                                                                                    | 3× Silber3 | 54× Gold54 | 180× Platin180 | 7× Diamant7 |           |                      |